# Alburnus mandrensis
Az Alburnus mandrensis a sugarasúszójú halak (Actinopterygii) osztályának a pontyalakúak (Cypriniformes) rendjébe, ezen belül a pontyfélék (Cyprinidae) családjába tartozó faj.

## Előfordulása
Az Alburnus mandrensis a bulgáriai Burgasz melletti Mandra-tóban található meg. Korábban az Alburnus chalcoides alfajának tekintették.

## Megjelenése
Ez a halfaj legfeljebb 19,2 centiméter hosszú.

## Életmódja
Tápláléka állati plankton és rovarlárvák.

## Szaporodása
Íváskor a sebes folyású patakokba vándorol, ahol a kavicsok közé rakja le az ikráit.